# Passeggiando col mio cane
Passeggiando col mio cane è un singolo dei B-nario, pubblicato nel 1998.
Questo brano racconta la storia malinconica dell'avanzata del cemento nella città di Milano. Il protagonista della canzone, un personaggio abituato a dormire fino a tardi alla mattina, un bel giorno viene svegliato prima del solito, ma decide, visto la bella giornata, di fare un giro per la città con il suo amico a quattro zampe convinto che ancora potrà godere degli spazi verdi che si ricordava molti anni prima. La storia ha un risvolto differente nel momento in cui il giovane si trova in una zona periferica e si accorge che quel verde non esiste più.